# John Woodcock
John Zak Woodcock, baron Walney (né le 14 octobre 1978) est un homme politique britannique qui est conseiller indépendant sur la violence et les perturbations politiques. Il est député de Barrow et Furness de 2010 à 2019 et avant cela, il travaille comme assistant du Premier ministre Gordon Brown. Ancien membre du Parti travailliste, il soutient les conservateurs lors de l'élection générale de 2019. En 2020, il est anobli dans la liste des distinctions honorifiques de Boris Johnson en 2020.

## Jeunesse et carrière
Woodcock est né à Sheffield de parents enseignants, sa mère étant au Rotherham College of Arts and Technology. Son père est conseiller travailliste. Il fait ses études à la Tapton School et à l'Université d'Édimbourg. Tout en étudiant pour son diplôme, il travaille comme journaliste sur The Scotsman, avant de retourner à l'université pour terminer son diplôme d'anglais et d'histoire,,.
Woodcock est élu pour diriger la branche londonienne des étudiants travaillistes, puis travaille pour le Parti travailliste lors de la campagne électorale générale de 2005. Il travaille ensuite comme assistant de John Hutton de 2005 à 2008 et plus tard comme conseiller spécial du premier ministre Gordon Brown.

## Carrière parlementaire
Woodcock est élu à la Chambre des communes comme député de Barrow et Furness aux élections générales de 2010 avec une majorité de 5 208 voix. Il succède à John Hutton, député travailliste de la circonscription depuis 1992.
Le 10 octobre 2010, cinq mois seulement après avoir été élu au Parlement, il est nommé ministre fantôme des transports. Il démissionne de ce poste pour des raisons de santé à la suite d'un accident en janvier 2013. En mai 2015, Woodcock est nommé ministre de l'ombre pour les jeunes, mais démissionne en septembre 2015, à la suite de l'élection de Jeremy Corbyn à la tête du parti.
De juillet 2011 à janvier 2013, Woodcock est président de Labour Friends of Israel. Jusqu'en 2015, Woodcock est le président de Progress, un groupe au sein du Parti travailliste, promouvant les politiques blairistes au sein du parti.
Woodcock est un critique virulent du leadership de Jeremy Corbyn, plaisantant sur ce qu'il considérait comme une situation désespérée lors de la conférence du parti travailliste de 2015. En mars 2016, Woodcock écrit un article pour le Daily Mirror critiquant Corbyn, ce qui entraîne une réaction contre lui,,. Peu de temps après l'annonce des élections générales de 2017, Woodcock déclare qu'il "n'accepterait pas" de voter pour placer Corbyn à Downing Street en raison de l'opposition du leader travailliste au "programme de renouvellement du Trident",.
En 2016, Woodcock soutient l'intervention menée par l'Arabie saoudite au Yémen contre les chiites Houthis et, en 2018, rencontre le roi d'Arabie saoudite, Salmane ben Abdelaziz Al Saoud, dans la capitale saoudienne de Riyad, dans son rôle de président de l'arrière-ban travailliste de la commission des affaires étrangères.
Le 16 janvier 2019, Woodcock s'abstient lors du vote de confiance au gouvernement conservateur de Theresa May, affirmant que Corbyn est "inapte à diriger le pays". Le 4 novembre, il annonce qu'il ne se présenterait pas comme député aux élections générales de 2019, en raison de la grossesse de sa partenaire Isabel Hardman. Le 5 novembre, le gouvernement annonce qu'il le nommerait envoyé spécial pour lutter contre l'extrémisme violent d'extrême droite. Il déclare qu'il soutiendrait le Parti conservateur lors des élections et exhorte les électeurs à voter conservateur.
En novembre 2017, un ancien membre du personnel de Woodcock s'est plaint au Parti travailliste d'avoir reçu des SMS inappropriés entre 2014 et 2016. Elle aurait demandé que l'affaire reste privée, mais l'année suivante, des détails sont divulgués à deux journaux et le 30 avril 2018, Woodcock est suspendu de son adhésion au Parti travailliste et mis en retrait du groupe. "Je n'accepte pas l'accusation", a répondu Woodcock.
Le 24 juin 2018, Woodcock déclare qu'il ne coopérerait plus à l'enquête du parti travailliste, car il pensait qu'elle était politiquement motivée. Woodcock déclare qu'il poursuivrait en justice le secrétaire général du Parti travailliste pour forcer la tenue d'une enquête indépendante.
Le 18 juillet 2018, Woodcock démissionne du Parti travailliste, choisissant de siéger en tant que député indépendant pour le reste du mandat. Il a dit qu'il croyait que le parti n'était "plus la grande église qu'il a toujours été", mais avait plutôt été "repris par l'extrême gauche" sous la direction de Corbyn. Woodcock qualifie en outre Corbyn de "risque clair pour la sécurité nationale britannique", et critique ce qu'il considérait comme l'approbation tacite de l'antisémitisme par le parti et son incapacité à fournir un enquêteur indépendant pour statuer sur son cas disciplinaire, qui, selon lui, était "manipulé pour des factions. fins »au sein du parti. Le parti travailliste a rejeté toutes les accusations de partialité contre Woodcock, arguant que le processus est le même pour tous les cas similaires.
Woodcock siège en tant que député indépendant, avant de rejoindre un groupe de députés pro-européens connu sous le nom de The Independents en juillet 2019,.
Woodcock reçoit une pairie à vie dans les honneurs de dissolution de 2019, avec quatre autres anciens députés travaillistes qui avaient soutenu l'accord de Johnson sur le Brexit ou approuvé les conservateurs lors de l'élection. Il est créé baron Walney, de l'île de Walney dans le comté de Cumbria et siège en tant que pair à vie non affilié.
En avril 2020, Woodcock est nommé dans le cadre d'un consortium, dirigé par Robbie Gibb et comprenant William Shawcross et John Ware, qui fait une offre pour acheter les actifs de The Jewish Chronicle.

## Vie privée
Woodcock est marié à Mandy Telford, ancienne présidente de l'Union nationale des étudiants. Ils ont deux filles. Le couple s'est séparé à la fin de 2014.
Woodcock est en couple avec la journaliste Isabel Hardman, rédactrice adjointe du magazine The Spectator. En novembre 2019, Woodcock annonce que Hardman est enceinte, de sorte qu'il ne se présenterait pas à nouveau en tant que candidat parlementaire aux élections générales. Hardman donne naissance à un fils, Jacob, le 12 mai 2020.